# Mubadala Investment Company
Mubadala Investment Company PJSC  (in arabo شركة مبادلة للاستثمار‎?), nota semplicemente come  Mubadala, è una società statale degli Emirati Arabi Uniti che può essere classificata come un fondo sovrano. È stata creata nel gennaio 2017 a seguito della fusione della Mubadala Development Company e della International Petroleum Investment Company ed è interamente di proprietà del governo di Abu Dhabi. La sede della società si trova a Abu Dhabi e ha uffici aziendali anche a New York, Londra, Rio de Janeiro, Mosca, San Francisco e Pechino.
Mubadala investe localmente in molti progetti, in settori diversi come l'energia, l'industria, l'aeronautica, il settore immobiliare e le telecomunicazioni. Può quindi investire sia direttamente nel progetto, sia in partenariato con grandi multinazionali.
Nel 2024 il suo patrimonio gestito (AUM) è di US$ 302 miliardi di dollari, oltre 1.111 miliardi di AED.

## Storia
Nel 1984, il governo di Abu Dhabi ha istituito il primo fondo sovrano, l'International Petroleum Investment Company (IPIC), per investire dalla produzione di petrolio in investimenti che potrebbero garantire il futuro dell'emirato quando le riserve di petrolio si esauriranno. Il fondo è specializzato nel settore energetico.
Nel 2002 è stato istituito il secondo fondo sovrano, Mubadala Development Company. Se l'IPIC era originariamente destinato a gestire le attività petrolifere dell'emirato all'estero, è stata creata la Mubadala Development Company per investire in nuove industrie e diversificare l'economia dell'emirato.
Nel 2016, l'emirato di Abu Dhabi ha deciso di fondere Mubadala Development Company con l'International Petroleum Investment Company. Nel gennaio 2017, la fusione è stata completata e la proprietà è stata trasferita a una società madre di nuova creazione, Mubadala Investment Company con un patrimonio di 125 miliardi di dollari, che l'ha inserita nella 14ª linea dei più grandi fondi sovrani del mondo.
La società è un veicolo di investimento interamente di proprietà del governo di Abu Dhabi e lo sceicco Mansour bin Zayed Al Nahyan, vicepresidente e vice primo ministro degli Emirati Arabi Uniti, è presidente della società.
A fine 2019, la società gestiva un patrimonio di oltre 232 miliardi di dollari (853 miliardi di dirham), l'utile annuo superava i 14 miliardi di dollari (53 miliardi di dirham) e il portafoglio di investimenti era rappresentato da società in 50 paesi del mondo.

## Gli investimenti
Mubadala ha investito nella startup di software logistico Turvo, nella società di tecnologia di guida autonoma Waymo di proprietà di Alphabet, Reliance Jio Platforms, nella società britannica di scienze della vita Envision e Telegram.  Mubadala è una società madre di GlobalFoundries, un'azienda di fonderia di semiconduttori.
Mubadala possiede partecipazioni in numerose società, tra cui una quota del 7,5% nel Carlyle Group. Nel 2007 Mubadala ha annunciato un investimento iniziale in AMD. A partire dal 2017, Mubadala aveva una partecipazione del 12,9% nel produttore di chip.  Nel 2019 Mubadala ha venduto la sua intera partecipazione in AMD. Nel corso del 2015 Mubadla Development Company ha acquisito il 100% del capitale sociale, assumendo il pieno controllo di Piaggio. Il 3 dicembre 2018 Piaggio Aerospace è stata ammessa in amministrazione controllata dopo essersi dichiarata insolvente. Il piano di ristrutturazione della società era fallito meno di un anno dopo che il suo proprietario, Mubadala, aveva iniettato 255 milioni di euro e riacquistato il suo debito bancario. Piaggio Aerospace è stata poi venduta nel dicembre 2024 al produttore turco di droni Baykar Technologies.
Nel novembre 2020, Mubadala ha trasferito la proprietà di due società di tecnologia dell'informazione che possedeva in precedenza, Injazat e Khazna, alla società di intelligenza artificiale G42, e ha acquisito una partecipazione in G42. Nel 2021, ha rilevato una partecipazione del 2,6% in En+ Group, un produttore di alluminio verde, da Polina Yumasheva, ex moglie dell'uomo d'affari russo Oleg Deripaska. Lo stesso anno, Mubadala ha acquisito da Invepar MetrôRio, la società che gestisce le operazioni della metropolitana di Rio de Janeiro. Nel 2016, Mubadala è diventata il maggiore azionista esterno di Investcorp, dopo aver acquisito il 20% delle azioni dell'azienda del Bahrein.
Nel 2023, l'ex ministro britannico, Gerry Grimstone, è stato criticato per aver condotto e non dichiarato 13 incontri con Mubadala e Khaldoon al-Mubarak, dopo aver acquisito il ruolo di consulente e presidente del fondo per il clima pianificato di Investcorp. Nel marzo 2021, Grimstone ha finalizzato un accordo tra il Regno Unito e Mubadala, che gli ha permesso di supervisionare gli investimenti di circa 10 miliardi di sterline nel Regno Unito dagli Emirati Arabi Uniti. Rose Whiffen, senior research officer di Transparency International UK, ha affermato che se un ministro lavora per un'azienda e incontra il suo azionista più volte mentre è in carica, dovrebbe essere dichiarato o valutato prima dell'approvazione.
Un'unità della società, Mubadala Capital, ha investito 50 milioni di euro nel fondo di private equity Novalpina Capital di 1 miliardo di euro, che ha acquistato il gruppo NSO nel 2019. I rapporti hanno rivelato che gli Emirati Arabi Uniti hanno preso di mira attivisti per i diritti umani, giornalisti e la principessa Haya utilizzando lo spyware Pegasus, nello stesso periodo. Mubadala Capital ha ottenuto un seggio nel comitato dei maggiori investitori di Novalpina.
Nel maggio 2022, Mubadala Investment Company ha firmato un accordo preliminare con l'utility francese Engie per lo sviluppo di una piattaforma digitale per la ricarica dei veicoli elettrici negli Emirati Arabi Uniti e in tutto il Medio Oriente. Le due aziende esploreranno anche aree legate alla mobilità sostenibile.
Nel maggio 2023, Mubadala ha comprato una quota di maggioranza (il 70%) di Fortress Investment Group con sede a New York dal gruppo SoftBank. L'acquisizione, del valore di 3 miliardi di dollari, finisce sotto esame del Comitato per gli investimenti esteri negli Stati Uniti (Cfius) dopo le preoccupazioni negli Stati Uniti sui legami degli Emirati Arabi Uniti con la Cina. Il 23 maggio 2023 il management di Fortress e Mubadala Investment Company acquisiscono Fortress Group. Il team dirigenziale di Fortress deterrà una cospicua quota azionaria.

## Acquisizioni e partecipazioni
| Azienda           | Nazione                | Quota                                 | Ref(s). |
| ----------------- | ---------------------- | ------------------------------------- | ------- |
| AMD               | Stati Uniti (bandiera) | 16%                                   | [ 34 ]  |
| GlobalFoundries   | Stati Uniti (bandiera) | 100%                                  | [ 35 ]  |
| SR Technics       | Svizzera (bandiera)    | 20%                                   | [ 36 ]  |
| Leaseplan         | Paesi Bassi (bandiera) | 25%                                   | [ 37 ]  |
| Ferrari           | Italia (bandiera)      | 5% (quota venduta nel corso del 2010) | [ 38 ]  |
| Piaggio Aerospace | Italia (bandiera)      | 100%                                  | [ 39 ]  |
| OMV               | Austria (bandiera)     | 25%                                   | [ 40 ]  |
| Sibur             | Russia (bandiera)      | 1,9%                                  | [ 41 ]  |